# Рудчук, Пётр Лукич
Пётр Лукич Рудчук (15 мая 1893, м. Высоко-Литовск, Брестский уезд, Гродненская губерния — 6 мая 1969, Каменск-Шахтинский, Ростовская область) — советский военачальник, генерал-майор (4 июня 1940).

## Начальная биография
Пётр Лукич Рудчук родился 15 мая 1893 года в местечке Высоко-Литовск Брестского уезда Гродненской губернии.

## Военная служба
В октябре 1912 года призван в ряды Русской императорской армии и направлен в 3-й запасной кавалерийский полк, однако вскоре переведён в Волынский 6-й уланский полк, дислоцировавшийся в г. Цеханов. После окончания учебной команды полка в 1913 году продолжил службу в чине унтер-офицера.

### Первая мировая и гражданская войны
С началом Первой мировой войны Волынский 6-й уланский полк в составе 6-й кавалерийской дивизии принимал участие в боевых действиях на Западном фронте. За боевые отличия в ноябре 1916 году П. Л. Рудчук произведён в прапорщики, а в 1917 году — в корнеты. В ноябре 1917 года был создан Ровенский красногвардейский отряд под командованием В. И. Киквидзе, в составе которого П. Л. Рудчук назначен на должность командира взвода, после чего принимал участие в боевых действиях против войск под командованием генерала П. П. Скоропадского.
В марте 1918 года П. Л. Рудчук вступил в ряды РККА и направлен в Особый Железный кавалерийский полк, в составе которого служил помощником командира эскадрона и командиром эскадрона и принимал участие в подавлении вооруженных восстаний юнкеров в г. Белый (Смоленская губерния) и в г. Орша. В том же году полк передислоцирован на Южный фронт, после чего принимал участие в боевых действиях против войск под командованием генерала А. И. Деникина. В марте 1920 года Особый Железный кавалерийский полк включён в 1-ю конную армию и переименован в 35-й кавалерийский полк в составе 3-й бригады 6-й кавалерийской дивизии, в составе которого П. Л. Рудчук служил помощником командира и командиром полка. В период с мая по август 1920 года принимал участие в боевых действиях в ходе Советско-польской войны на Юго-Западном фронте, с октября — против войск под командованием генерала П. Н. Врангеля на территории Северной Таврии и Крыма, а затем — против бандформирований на Украине и Северном Кавказе.

### Межвоенное время
В мае 1921 года П. Л. Рудчук назначен командиром 3-й бригадой, а в апреле 1922 года — командиром 2-й бригады в составе 6-й Чонгарской кавалерийской дивизии.
В октябре 1924 года направлен на учёбу на курсы усовершенствования высшего комсостава при Военной академии РККА имени М. В. Фрунзе, после окончания которых в августе 1925 года назначен на должность командира 2-й бригады в составе 7-й, позже 4-й Ленинградской кавалерийских дивизий (Ленинградский военный округ).
После окончания академических курсов технического усовершенствования комсостава при Военно-технической академии РККА имени Ф. Э. Дзержинского в Ленинграде в мае 1932 года назначен помощником командира 4-й Ленинградской кавалерийской дивизии.
По окончании особого факультета Военной академии имени М. В. Фрунзе П. Л. Рудчук с ноября 1935 года служил командиром 1-го запасного кавалерийского полка (Московский военный округ), с июня 1940 года — командиром 35-й запасной кавалерийской бригады, с декабря того же года — помощником командира 185-й моторизованной дивизии (21-й механизированный корпус), а 11 марта 1941 года — командиром этой же дивизии.

### Великая Отечественная война
С началом войны 185-я моторизованная дивизия в составе Северо-Западного фронта вела оборонительные боевые действия в районе Даугавпилса и затем на псковском и новгородском направлениях. В августе 1941 года генерал-майор П. Л. Рудчук освобождён от занимаемой должности и в сентябре назначен командиром 4-го отдельного запасного кавалерийского полка, затем — командиром 2-го запасного кавалерийского полка, в августе 1942 года — командиром 87-го запасного кавалерийского полка, а в апреле 1943 года — командиром 1-й запасной кавалерийской бригады.
В сентябре 1944 года направлен в распоряжение отдела кадров командующего кавалерией Красной армии и вскоре назначен на должность инспектора кавалерии 1-го Прибалтийского фронта.

### Послевоенная карьера
Генерал-майор Пётр Лукич Рудчук 15 января 1946 года вышел в отставку по состоянию здоровья. Умер 6 мая 1969 года в Каменске-Шахтинском Ростовской области.

## Воинские звания
- Комбриг (17 февраля 1936 года);
- Комдив (2 апреля 1940 года);
- Генерал-майор (4 июня 1940 года).

## Награды
- Орден Ленина (21.02.1945);
- Три ордена Красного Знамени (1923, 1930, 03.11.1944);
- Два ордена Отечественной войны I степени (04.06.1944, 10.04.1945);
- Медали;
- Наградное оружие.